# Crocota
Genre
Synonymes
- Cleogene Duponchel, 1829

Crocota est un genre de lépidoptères de la famille des Geometridae. Ce genre a été décrit par l'entomologiste bavarois Jakob Hübner en 1823. 

## Liste des espèces
Ce genre comprend les espèces suivantes,.
- Crocota astrogovichi (Caradja, 1930)
- Crocota niveata (Scopoli, 1763)
- Crocota peletieraria (Duponchel, 1830)
- Crocota pseudotinctaria (Leraut, 1999)
- Crocota ricaria (Hübner & Geyer, 1837)
- Crocota tinctaria (Hübner,1823)